# NGC 7118
NGC 7118 is een elliptisch sterrenstelsel in het sterrenbeeld Kraanvogel. Het hemelobject werd op 30 september 1834 ontdekt door de Britse astronoom John Herschel.

## Synoniemen
- ESO 236-45
- AM 2142-483
- PGC 67318